# Befestigungsanlage Mandlingpass

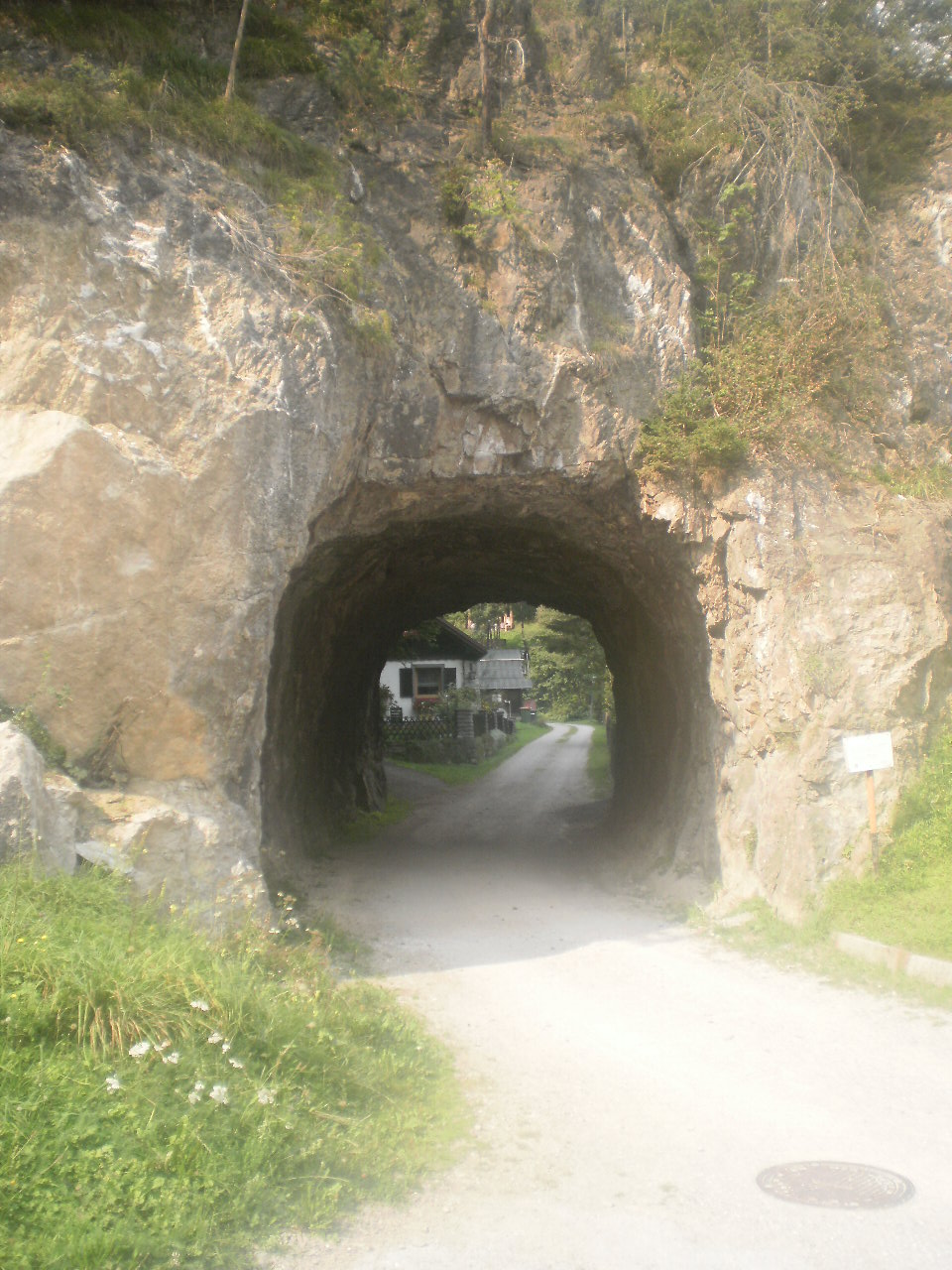
Mandlingpass: Filzmoosweg mit Tunnel

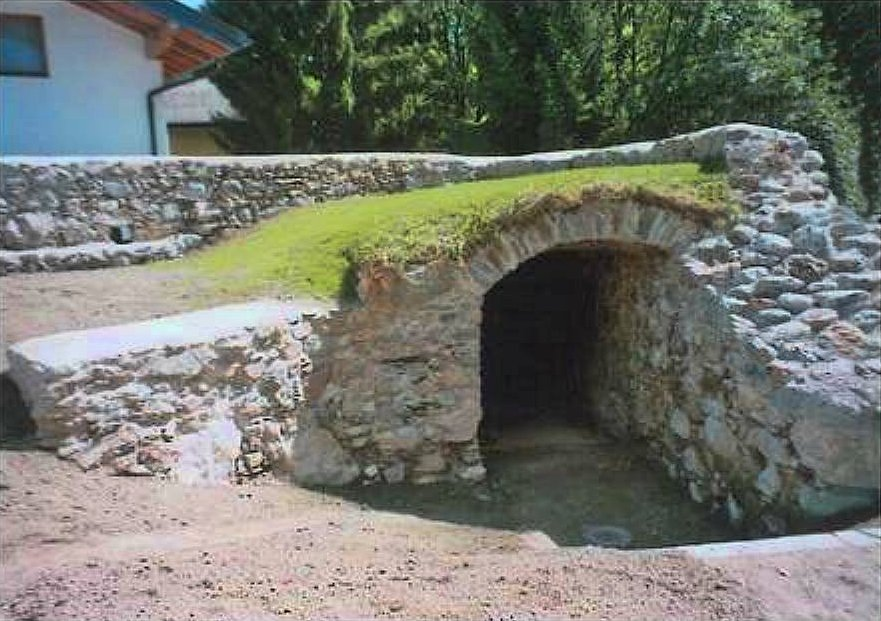
Mandlingpass: Wehrmauer

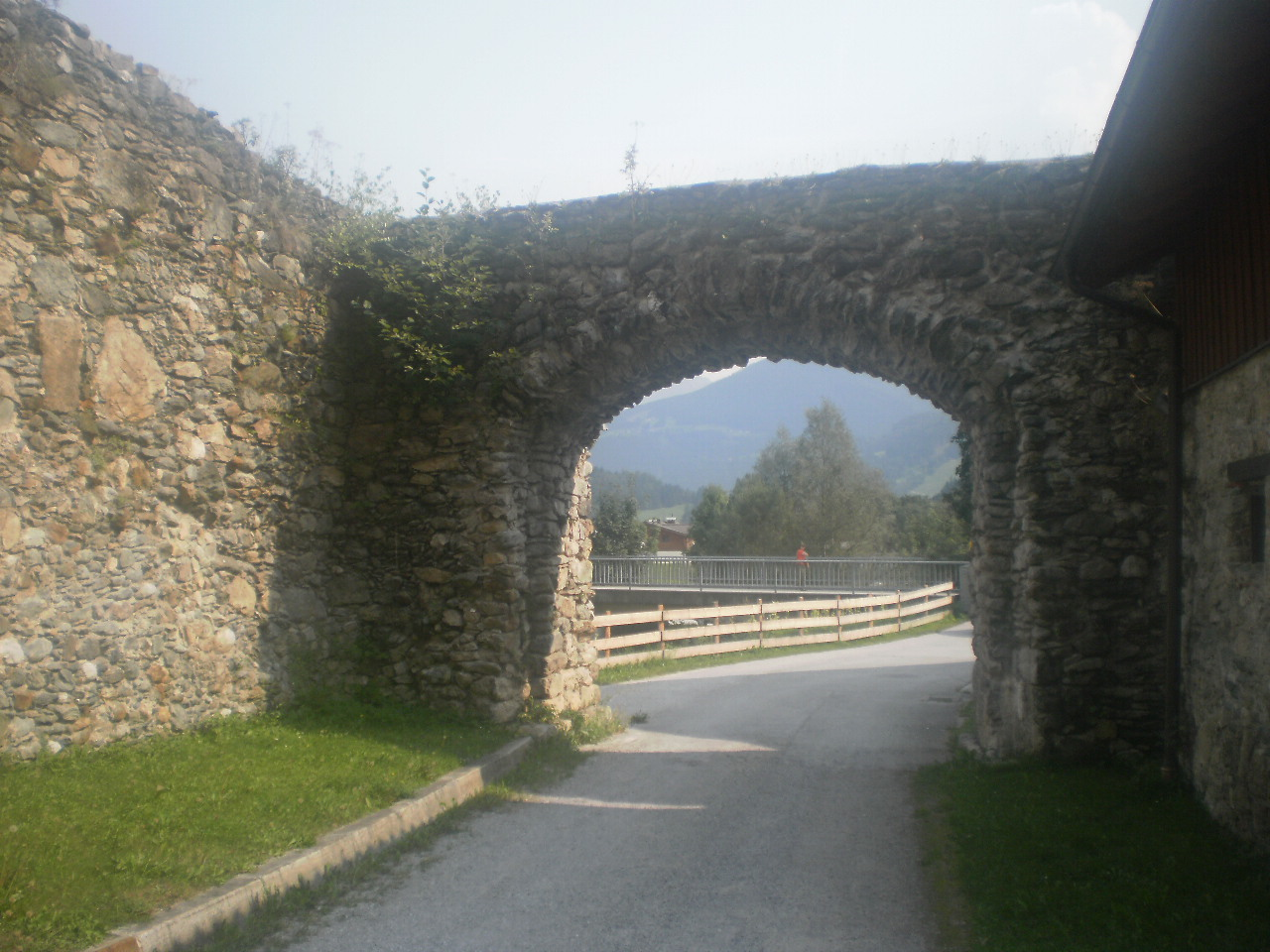
Mandlingpass Richtung Steiermark

Die Befestigungsanlage Mandlingpass liegt am Talpass Mandlingpass. Sie wird von der Ennstal Straße (B320) gequert, die vom salzburgischen Radstadt in das steirische Schladming führt.

## Geschichte
Bereits in einer heute als gefälscht nachgewiesenen Urkunde von 890 wird von König Arnulf von Kärnten die Grenze zwischen Salzburg und der Steiermark an der Einmündung des Mandlingbaches in die  Enns festgelegt (Maior Medelicha). Damit hörten aber die Grenzstreitigkeiten nicht auf, so dass Herzog Albrecht I. zur Sicherung seines Territoriums gegen die Salzburger Erzbischöfe hier 1287 die Burg Mandling (auch Ennsburg genannt) errichten ließ, die aber bereits 1289 bei einer kriegerischen Auseinandersetzung mit dem Erzbischof Rudolf I. von Hoheneck wieder zerstört wurde. 1295 erlaubte König Adolf von Nassau dem Salzburger Erzbischof Konrad IV. den Mandlingpass zu befestigen, und im Wiener Frieden von 1297 wurde hier die Grenze zwischen Salzburg und der Steiermark festgelegt, was aber nicht das Ende der Grenzstreitigkeiten bedeutete. 
In den Bauernkriegen von 1525 fielen die Bauern unter der Führung von Michael Gruber vom Mandlingpass aus in Schladming ein und blieben gegen ein steirisches Heer unter dem steirischen Landeshauptmann Siegmund von Dietrichstein siegreich. Während des Dreißigjährigen Krieges, befürchtete man das Eindringen der schwedischen Truppen in das Ennstal und ließ deshalb 1629 am Mandlingpass Schanzen zu errichten. Ein Hochwasser von 1661 führte dazu, dass der Grenzverlauf neu geregelt werden musste. Um den immer wieder aufflackernden Grenzstreit zu beenden, wurde  1677 der Geograph Georg Matthäus Vischer mit einer neuen Landvermessung beauftragt. In seiner Darstellung sind die salzburgischen Befestigungsanlagen gut erkennbar. 
Auf dem Wiener Kongress wurde 1814/15 die bundesstaatliche Grenze zwischen der k.u.k. Monarchie und dem ehemaligen Fürsterzbistum Salzburg aufgehoben und  das Erzbistum Salzburg Österreich zugesprochen. Dadurch verlor die nun innerösterreichisch gewordene Landesgrenze ihre Bedeutung und die Wehrmauer verfiel und wurde schließlich teilweise für den Straßen- und Bahnbau abgebrochen. Aber noch 1847 bestanden zwei Mautstationen in Mandling (Landesgrenze) und Gröbming. 

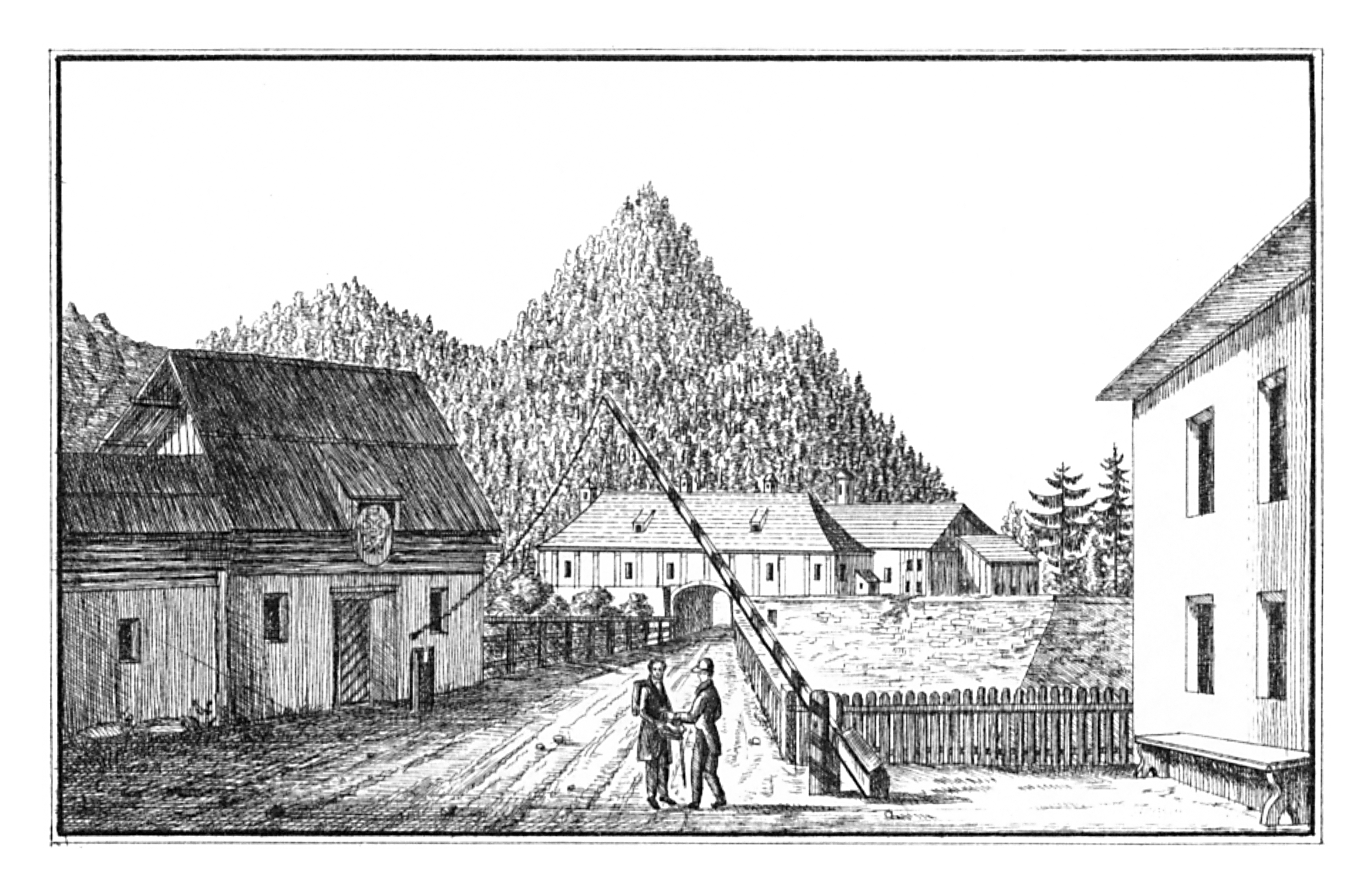
Mautstelle in Mandling an der Grenze zur Steiermark, Lithografie um 1830

## Befestigungsanlagen Mandling heute
Heute sind noch ein mehrfach abgewinkelter Mauerzug, der sich von der Straße den Berg hinaufzieht, und Reste einer Bastei erhalten. Eine mannshohe Mauer mit dahinter angeschüttetem Wall zieht sich bis ans Ufer der Enns hin. Ab 2002 wurde mit der Sicherung des Mauerbestandes begonnen, um die Wehranlage auch für die Zukunft zu sichern. 